# Eduardo García de Zúñiga
Eduardo García de Zúñiga (Montevideo, 30 de septiembre de 1867-Progreso, 2 de abril de 1951) fue un ingeniero civil y profesor uruguayo especializado en puentes y caminos graduado en 1892 con su tesis Un viaducto metálico, integrando la primera promoción de ingenieros del país. Fue importante en el desarrollo de la historia de las matemáticas y de la historia de la ciencia en Uruguay.

## Actividad académica
Egresó como ingeniero en la Universidad de la República en 1892. Viajó a Europa y visitó varios países, especializándose en matemáticas superiores, construcción de puertos y ensayo de materiales, siguiendo los cursos correspondientes en la Escuela Técnica Superior de Charlottenburg (Berlín 1904-1905).
Dictó cursos en la Facultad de Ingeniería de Álgebra Superior, Análisis y de Cálculo Infinitesimal. En la Facultad de Ingeniería fue Decano en tres períodos y fue el pilar fundamental en la formación del acervo de la biblioteca. La Universidad de la República lo designó doctor honoris causa en 1941 y la Facultad de Ingeniería, Profesor ad-Honorem.

## Actividad profesional
Tuvo una larga y fecunda actividad técnica en la Administración Pública, actuando en el Departamento Nacional de Ingenieros, en la Inspección Gral. de Ferrocarriles, Administración Gral. de Vialidad, Administración Nacional de Puertos, etc.
Participó en el proyecto del Ingeniero Juan Storm para la realización del primer puente carretero de acero en el país, ubicado sobre el río Rosario, en Villa La Paz en el departamento de Colonia (Uruguay), consistente en una estructura metálica traída directamente desde Estados Unidos y fue declarado Monumento Histórico Nacional en 2002 al cumplirse los cien años del mencionado puente.
Fue fundador de la Asociación de Ingenieros del Uruguay y fue miembro del Instituto Histórico y Geográfico del Uruguay.

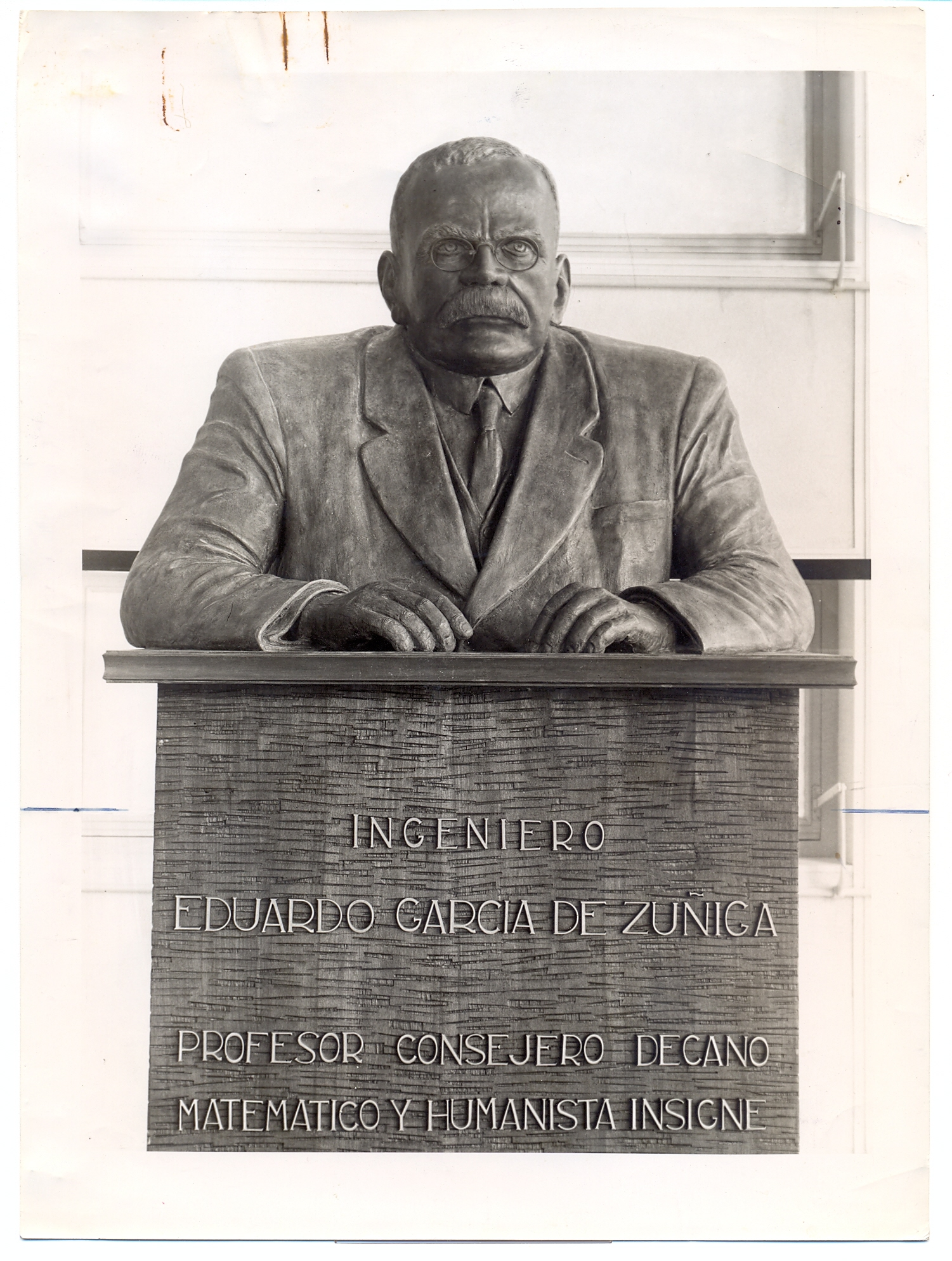
Busto del Ingeniero Eduardo García de Zúñiga

## Obras
- Supresión de pasajes a nivel. Publicado en el Congreso Nacional de Ingeniería: centenario 1930 (Montevideo: 14-21 de marzo de 1931).
- Leibniz, matemático. Publicado en la Revista de Fac. Human. y Ciencias, vol. 1, n.º 1, abril de 1947.
- Sobre coordinación de transportes. Publicado en Revista de Ingeniería, vol. 32, n.º 2, 1938.
- Lección inaugural del curso de cálculo de probabilidades. Publicado en el Boletín de Fac.Ingeniería, vol. 3, n.º 5, 1938.
- Newton. Publicado en la Conferencia leída el 18 de setiembre de 1940 en el Salón de Actos de la Universidad.
- Historia del Puerto de Montevideo. En colaboración con José M. Fernández Saldaña. Catálogo de la Biblioteca de la Facultad de Ingeniería.
- Proyecto de ampliaciones del Puerto de Montevideo. Publicado en la Revista de la Asociación de Ingenieros y Arquitectos del Uruguay., vol. 6, n.º 47, 1912.